# Bạo loạn Epsom

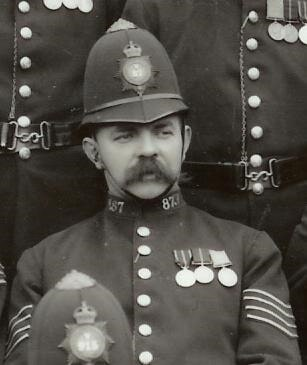
Trung sĩ Thomas Green, bị giết trong cuộc bạo loạn Epsom, tháng 6 năm 1919

Cuộc bạo loạn Epsom (tiếng Anh: The Epsom riot) diễn ra vào ngày 17 tháng 6 năm 1919 khi khoảng 300 đến 800 binh sĩ Canada nổi loạn và tấn công đồn cảnh sát ở Epsom, Surrey, Vương quốc Anh. Trung sĩ Trạm Thomas Green, một sĩ quan cảnh sát Anh, bị thương trong vụ việc và qua đời vào ngày hôm sau.
Những người Canada đến từ Bệnh viện Điều dưỡng Woodcote Park gần đó, một căn cứ quân sự tạm thời trước đây đã được chuyển đổi để sử dụng làm bệnh viện điều dưỡng. Khi Thế chiến thứ nhất kết thúc, kỷ luật trong trại được nới lỏng. Sự chậm trễ trong việc hồi hương binh lính Canada đã dẫn đến 13 cuộc bạo loạn của quân đội trong các trại của Anh từ tháng 11 năm 1918 đến tháng 6 năm 1919. Cuộc bạo loạn bắt đầu khi hai quân nhân Canada bị bắt sau một vụ gây rối tại một nhà cộng đồng địa phương. Đồng đội của họ đã tuần hành đến đồn cảnh sát thị trấn để yêu cầu thả họ. Binh lính xé toạc lan can xung quanh nhà ga để dùng làm vũ khí. Trong cuộc ẩu đả sau đó, binh nhì Allan McMaster, một cựu thợ rèn, nhặt một thanh kim loại và đánh vào đầu Green và người này đã qua đời vào ngày hôm sau.
Bảy người đàn ông xuất hiện tại Surrey Assizes vào tháng 7 năm 1919. Họ bị kết tội bạo loạn nhưng được trắng án về tội ngộ sát. Họ bị kết án một năm tù, nhưng được thả chỉ sau vài tháng. Mười năm sau khi trở về Canada, McMaster, một trong những người bị cầm tù, đã thú nhận hành vi giết người. Vì anh ta đã được tuyên bố không phạm tội ngộ sát nên anh ta không được đưa trở lại Vương quốc Anh.